# Luis Molinari
Luis Molinari-Flores (Guayaquil, 1929 – Quito, 1994) è stato un artista ecuadoriano, membro del Gruppo VAN (Vanguardia Artística Nacional, in italiano "Avanguardia Artistica Nazionale"), un collettivo di artisti costruttivisti creato da Enrique Tábara e Aníbal Villacís..

## Biografia
Molinari ha iniziato la sua carriera artistica focalizzandosi sul formalismo, ma ben presto ha scoperto le opere di Vasarely ed è stato ispirato dalle forme geometriche e dai suoi numerosi effetti ottici. Dal 1951 al 1960, Molinari ha vissuto e ha dipinto a Buenos Aires, in Argentina. Nel 1960, ha viaggiato a Parigi, in Francia, dove ha iniziato a lavorare con il Gruppo di Ricerca d'Arte Visuale. Molinari ha vissuto a Parigi dal 1960 al 1966. Nel 1963, ha esposto il suo dipinto La Culla di Mangle nella Biennale di Parigi, nel Museo d'Arte Moderna. Nel 1964, Molinari ha compiuto un viaggio di due mesi negli Stati Uniti per studiare le opere d'arte nei musei delle principali città statunitensi. Affascinato dalla pop art degli Stati Uniti, ha conosciuto le sue infinite possibilità.
Nel 1966, Molinari è tornato in Ecuador con l'unico proposito di ottenere il visto per trasferirsi negli Stati Uniti. Dopo il suo ritorno a Guayaquil, in Ecuador, Molinari ha riallacciato i rapporti con i suoi vecchi colleghi: Enrique Tábara, Aníbal Villacís, León Ricaurte, Gilberto Almeida, Oswaldo Moreno e Guillermo Muñoz e ha iniziato a lavorare con il suo gruppo VAN (Avanguardia Artistica Nazionale). Due anni più tardi, nel 1968, ha ottenuto il suo visto e si è trasferito a New York, dove ha vissuto per sette anni. Qui Molinari è rimasto affascinato dall'ottica geometrica (Op art) nelle opere di Vasarely. Presto ha sviluppato il suo proprio stile, ispirato a quello del suo compatriota, Tábara, che fonde la natura tropicale della sua città natale con la geometria costruttivista informale, verso la creazione di un'autonomia visuale. Dopo un ulteriore sviluppo, Molinari ha iniziato a focalizzarsi sugli effetti ottici geometrici e sulle prospettive variabili. Ha dato inizio a studi intensi sulla teoria del colore, ma a volte ne ha esplorato anche la spontaneità e i “deliri” cromatici. Nel 1977, Molinari ha contribuito a parte di un'esposizione nel MoMA PS1 intitolata: "10 Downtown: 10 Years" (2 settembre - 11 ottobre 1977).
Proprio come altri informalisti VAN, Luis Molinari ha tentato di onorare la storia della sua patria con un omaggio all'architettura precolombiana, come si vede nel suo dipinto del 1974, il Tempio delle Monache, Uxmal.